# Tore Svennberg
Tore Svennberg est un acteur de cinéma suédois, né le 28 février 1858 à Stockholm et mort le 8 mai 1941  dans cette même ville.

## Filmographie partielle
- 1919 : La Voix des ancêtres de Victor Sjöström
- 1920 : Le Monastère de Sendomir de Victor Sjöström
- 1921 : La Charrette fantôme de Victor Sjöström
- 1922 : L'Épreuve du feu de Victor Sjöström
- 1929 : La Mélodie du bonheur d'Edvin Adolphson et Julius Jaenzon
- 1933 : Vad veta väl männen? d'Edvin Adolphson
- 1935 : Bränningar d'Ivar Johansson
- 1938 : Visage de femme de Gustaf Molander